# Mike Nuga
Mike Nuga (Lagos, 27 dicembre 1997) è un cestista canadese con cittadinanza nigeriana.

## Carriera
Con la Nigeria ha disputato i campionati africani del 2025.